# 健康中心站
健康中心站是青岛地铁8号线的地铁车站，位于中华人民共和国山东省青岛市城阳区火炬路与丰和路交叉口东侧，于2020年12月24日开通。

## 车站结构
健康中心站位于火炬路与丰和路交叉口东侧，沿火炬路路南设置，呈东西走向，为地下两层岛式站台车站，车站长212米，标准段宽19.8米，车站地下一层为站厅层，地下二层为站台层，站台设置全高站台门。
| 地面              | 出入口 | A、C、D出入口 |
| 地下一层          | 站厅   | 客服中心、自动售票机、验票机                                                                                                |
| 地下二层          | 站台   | \| \| \| 8号线往胶州北站（红岛火车站） \| \| 島式 · 開左邊车门 \| \| \| \| \| \| 8号线往青岛北站（健身中心（红岛会展）） \| |
|                   |        | 8号线往胶州北站（红岛火车站）                                                                                               |
| 島式 · 開左邊车门 |        | |
|                   |        | 8号线往青岛北站（健身中心（红岛会展））                                                                                     |

## 出入口
健康中心站目前开放3个出入口，各出口及周围设施如下所示：
| 编号                | 指示       | 建议前往的目的地   | 图片 |
| ------------------- | ---------- | ------------------ | ---- |
| A · 出口            | 火炬路(北) | 青岛科技馆         |      |
| C · 出口 · （设有） | 火炬路(南) | 青岛市精神卫生中心 |      |
| D · 出口            | 火炬路(南) |                    |      |
| 图例： 设有         |            |                    |      |

## 接驳交通

### 公交车
- 健康中心地铁站：783路，908路，3615路

## 车站历史
本站工程名为市民健康中心站，正式站名为健康中心站，以车站附近的青岛市公共卫生临床中心与青岛市精神卫生中心命名。
- 2018年8月19日，车站主体结构封顶[2]。
- 2020年12月24日，车站随8号线北段通车开通[1]。